# Sonbef
Mehibtavi  Sekemkare Amenemhet Sonbef ali Amenemhet Senbef je bil faraon Trinajste egipčanske dinastije, ki je vladala v drugem vmesnem obdobju Egipta. Po mnenju egiptologov Kima Ryholta, Jürgena von Beckeratha in Darrella Bakerje je bil drugi vladar dinastije in je vladal od 1800 do  1796 pr. n. št.

## Identiteta
Med egiptologi še vedno potekajo razprave o tem, ali je Sekemkare Sonbef isti faraon kot Sekemkare Amenemhet V., četrti vladar Trinajste dinastije. Sonbef je sebe resnično imenoval Amenemhet Sonbef, kar je lahko dvojno ime, lahko pa se bere kot Amenemhetov sin Sonbef. Ryholt in Baker v slednjem vidita dokaz, da je bil sin Amenemheta IV. in brat Sobekhotepa I., ustanovitelja Trinajste dinastije. Z njima se strinja tudi Jürgen von Beckerath Ryholt in Baker trdita tudi to, da je med njima vladal enodnevni faraon Nerikare, von Beckerath pa, da je med njima vladal Pantjeni. Detlef Franke in Stephen Quirke v nasprotju z njimi trdita, da sta bila Amenemhet V. in Sonbef ista oseba. Dvojna imena so bila v predvsem v pozni Dvanajsti in Trinajsti dinastiji dokaj pogosta.

## Dokazi
Sonbef je kot "Sekemkare [Amenemhet Sonbe]f" omenjen v 6. vrstici 7. kolone Torinskega seznama kraljev. Četudi je kot vladar Trinajste dinastije vladal iz Ititavija v Fajumu, so edine primarne dokaze o njem odkrili na jugu v Tebah. Mednje spadajo skarabejski pečatnik neznanega izvora, valjast pečatnik  iz Amherstove zbirke, ki je zdaj v Metropolitan Museum of Art, in dva popisana kamnita bloka iz El-Toda, na katerih je zapisan kot  Sekemkare. Njemu se pripisujeta tudi dva zapisa o vodostaju Nila. Prvi je iz Askuta iz tretjega leta njegovega vladanja, drugi pa iz Semne v Nubiji iz četrtega leta njegovega vladanja. Njemu se pripisuje tudi zelo poškodovan zapis iz Semne, datiran v peto leto njegovega vladanja. Zapisi o stanju Nila so nekoliko sporni, ker je imel priimek Sekemkare tudi Amenemhet V. Egiptolog in arheolog Stuart Tyson Smith jih je sprva pripisal Sonbefu, kasneje pa je spremenil mnenje in jih pripisal Amenemhetu V.